# Chill-out
Chill-out (jiné názvy: chillout, chill out, chill) je zastřešující termín pro řadu stylů elektronické hudby charakteristických jemným stylem a beaty středního tempa.
Chill-out se objevil počátkem 90. let v tzv. „Chill rooms“ v tanečních klubech. Žánry spojené s hudbou chill-out jsou především ambient, trip-hop, nu jazz, ambient house, New Age a ostatní subžánry downtempa. Někdy je easy listeningový subžánr lounge považován za součást chill-out hudby. Chill-out jako hudební žánr nebo označení je synonymem k nedávno popularizovanému termínu „smooth electronica“ a „soft techno“.

## Významní interpreti
Významní producenti, který se specializují na chill-out jsou Chicane, Zero 7, Jenova 7 Roger Shah, Blank & amp; Jones, Triangle Sun, Ryan Farish, José Padilla, Chris Coco, Pete Lawrence, Alex Paterson, Björk, Nujabes (Jun Sebe) a MixMaster Morris.